# Svenska Handbollförbundet
Svenska Handbollförbundet (SHF) är ett specialidrottsförbund för handboll i Sverige, inklusive varianterna utomhushandboll och beachhandboll. Förbundets kansli ligger i Idrottens hus i Stockholm. Förbundet ger årligen sedan 1945 ut Handbollboken, SHF:s officiella kalender. Årligen delas också utmärkelsen Årets spelare i svensk handboll ut av SHF, sedan 1968 på herrsidan och sedan 1981 på damsidan.
Förbundsordförande sedan augusti 2016 är Fredrik Rapp.

## Historia
Första gången handboll spelades i Sverige var, såvitt man vet, år 1906 vid Nääs slöjdseminarium vid Floda utanför Göteborg. Den moderna handbollen utvecklades dock i Tyskland i början av 1920-talet. Utomhushandbollen fick sina första internationella regler 1927 och inomhushandbollen sina 1934.
1912 introducerades sporten i Sverige av O.H. Walldén, lärare vid Nääs slöjdseminarium, genom att han formulerade de första svenska spelreglerna i sin bok Friluftslekar på Nääs.
1918 upptogs handbollen i det nyligen bildade Svenska Lekförbundet av Arvid A. Karlsson, som ofta kallats "Den svenska handbollens fader". Detta förbunds ursprungliga uppgift var "att verka för höjandet av intresset för och främjandet av utvecklingen av de så kallade friluftslekarna (bland annat handboll och korgboll)". 1923 upptogs förbundet i Riksidrottsförbundet (RF) och 1930 ändrades namnet till Svenska Handbollförbundet (SHF). Som stiftandedatum för SHF räknas den 25 november 1930. I samband med namnbytet flyttade man sitt säte från Göteborg till Stockholm.
Vid namnbytet 1930 hade förbundet cirka 50 medlemsföreningar. 1931 upptogs SHF i RF.
1932 spelades det första svenska mästerskapet i innehandboll för herrar. Kvalificerade att spela om SM-guldet var alla distriktsmästarna. Karlskronaflottan vann finalen över Stockholmsflottan med 15-9. Det startades också ett mer ordnat seriespel för herrar i form av bland annat regionala serier i Sydsverige, Västsverige och Östsverige. Antalet medlemsföreningar i SHF hade detta år stigit till 212 stycken.
Den 31 augusti 1934 spelades den första svenska herrlandskampen utomhus, i Stockholm mot Tyskland. Sverige förlorade med 7–18. Samma år startade den högsta serien för herrar, Allsvenskan säsongen 1934/1935.
Den 8 mars 1935 spelades den första herrlandskampen inomhus, i Köpenhamn mot Danmark. Den slutade med svensk vinst, 18–12. Detta år spelas också i Göteborg den första lokala damserien, startad på eget initiativ av IK Heim.
1938 deltog Sverige för första gången i herr-VM, både inomhus (i februari) och utomhus (i juli) arrangerade av Tyskland. Sverige blir trea respektive fyra. Båda spelades i Berlin och Tyskland vann båda. Speltiden var 2 x 15 minuter. Ansvarig för herrlandslaget (sedermera kallat förbundskapten) var Herbert Johansson, som behöll uppdraget till 1949.
Den första hemma-landskampen för herrar inomhus spelades 1938, i Mässhallen i Göteborg mot Tyskland. Det blev svensk förlust med 15–16.
1941 spelades herrarnas utomhus-SM (för 11-mannalag) på stor plan för första gången.
1947 arrangerades det första svenska mästerskapet för damer utomhus (7-mannaspel). IK Göta vann finalen över Älvsjö AIK med 2–1. Den 31 oktober samma år spelade Sveriges damlandslag sin första landskamp inomhus, i Stockholm mot Norge. Sverige vann med 6–4.
1948 satte man inom SHF upp en sektion för basket/korgboll. Den 25 oktober 1952 bröt den sig ur och blev Svenska Basketbollförbundet (SBBF).
1951 gjorde damerna för första gången upp om svenska mästerskapet inomhus. Alla intresserade föreningar fick delta, genom fri anmälan. I finalen i Mässhallen i Göteborg vann Kvinnliga IK Sport finalen över IFK Lidingö med 5–0.
Säsongen 1955/1956 spelades på försök en riksomfattande serie på damsidan. Lagen delades in i tre grupper: Östsvenska, Västsvenska och Sydsvenska. Försöket sågs som mycket lyckat.
1962 spelades för första gången ett SM-slutspel i handboll för damer inomhus. Seriesegrarna i elva mer eller mindre lokala och regionala över hela landet, från Norrbotten i norr till sydvästra serien i söder, fick delta i SM-slutspelet. Svenska mästare blev IK Ymer, som besegrade Kvinnliga SK Artemis med 7–6 efter förlängning (6–6 vid full tid).
1963 fick damlandslaget sin första förbundskapten, Åke Nilsson från Göteborg.
1990, i samband med att herrlandslaget blev världsmästare för tredje gången, utses SHF till "Årets idrottsförbund" av Sveriges centralförening för idrottens främjande. Herrlandslaget vann också Jerringpriset, utdelat av Radiosporten. I november–december samma år deltog damlandslaget för första gången vid VM inomhus, i Sydkorea. Sverige slutade där på 13:e plats av 16.

## Sveriges landslag i handboll
Seniorlandslag
- Sveriges damlandslag i handboll
- Sveriges herrlandslag i handboll

Flicklandslag
- Sveriges U18-damlandslag i handboll
- Sveriges U20-damlandslag i handboll

Pojklandslag
- Sveriges U19-herrlandslag i handboll
- Sveriges U21-herrlandslag i handboll

## Ordförande genom åren
- Harald Schulze (1930–1935)
- Erik Balck (1935–1939)
- Ernst Eriksson (1939; interimistisk, på grund av Balcks dödsfall)
- Gösta Björck (1939–1948)
- Paul Högberg (1948–1967)
- Curt Wadmark (1967–1973)
- Allan Adolfsson (1973–1976)
- Åke Pernelid (1976–1979)
- Staffan Holmqvist (1979–1995)
- Per-Olof "Peo" Söderblom (1995–2006)
- Arne Elovsson (2006–2008)
- Hans Vestberg (2008–2016)
- Fredrik Rapp (2016–)